# Nyctimene cyclotis
Nyctimene cyclotis is een vleermuis uit het geslacht Nyctimene die voorkomt op Nieuw-Guinea en de nabijgelegen eilanden Biak-Supiori, Numfor en waarschijnlijk Mansuar. De soort is ook gerapporteerd op Nieuw-Brittannië, maar dat was gebaseerd op een verkeerde identificatie van Nyctimene vizcaccia. Deze soort lijkt zeer sterk op N. certans uit de bergen van Nieuw-Guinea; mogelijk verschillen deze twee soorten niet werkelijk.
Deze soort heeft een lange, wollige vacht en korte, ronde oren. Het is een middelgrote Nyctimene. Hij is iets kleiner dan N. certans. De kop-romplengte bedraagt 84,0 tot 95,6 mm, de staartlengte 19,5 tot 28,9 mm, de voorarmlengte 58,5 tot 64,0 mm, de tibialengte 22,8 tot 25,4 mm, de achtervoetlengte 15,1 mm, de oorlengte 12,0 tot 14,7 mm en het gewicht 34,5 tot 47 g.
Nyctimene aello · Nyctimene albiventer · Groothoofdbuisneusvleerhond (Nyctimene cephalotes) · Nyctimene certans · Nyctimene cyclotis · Nyctimene draconilla · Nyctimene keasti · Grote buisneusvleerhond (Nyctimene major) · Nyctimene malaitensis · Nyctimene masalai · Nyctimene minutus · Filipijnse buisneusvleerhond (Nyctimene rabori) · Robinsonbuisneusvleerhond (Nyctimene robinsoni) · Nyctimene sanctacrucis · Nyctimene vizcaccia